# 當女人愛上男人
《當女人愛上男人》，香港電視廣播有限公司製作的電視劇，共20集。《當女人愛上男人》是香港電視廣播有限公司出品的電視連續劇，由梅小青監製，郭可盈、劉錦玲、江欣燕、梅小惠主演，講述了四個個性不同打工女郎的愛情遭遇。

## 单元一：疯癫情妇
林宝珍的丈夫吕家安搭上患有精神病的情妇高洁媚，本打算一夜风流的吕家安被情妇死死缠住，险些家破人亡。
| 演員   | 角色   | 關係／暱稱 |
| 郭可盈 | 林寶珍 | Kitty 吕家安之妻，于第6集离婚 呂思琪之母 高洁媚之情敌，多次被其杀害未遂 于第6集被高洁媚杀害未遂                                |
| 張國強 | 呂家安 | Andy 林宝珍之夫，于第6集离婚 呂思琪之父 高洁媚之情夫 于第6集被高洁媚杀害未遂                                                   |
| 曹众   | 高洁媚 | Amy 精神病患者，冒充钢琴老师接近吕家 吕家安之情婦 多次企图杀害林宝珍不遂，因将李欣错认为林寶珍而将其撞死 于第6集被送入精神病院 |
| 潘晓彤 | 呂思琪 | 林宝珍、吕家安之女 |
| 梁舜燕 | 李 欣  | 吕家安之母 于第4集被高洁媚误杀身亡                                                                                             |
| 李國麟 | 杨志光 | 呂家安之好友 结局最后与林寶珍在一起                                                                                            |

## 单元二：小心枕边人
杨美兰的丈夫王志祥作投资生意致欠下巨额债务，被债主逼得走投无路之际，竟然想杀害妻子谋取巨额保险金
- 梅小惠 飾 楊美蘭（Madonna）
- 海俊杰 飾 王志祥
- 何宝生 飾 罗永坤

## 单元三：夺命丈夫
庄泳琳的老公简兆天是占有欲和妒忌心都极重的男人，因为太爱庄泳琳而走向极端到常虐待她，以致俩人感情破裂，最终三个人几经风雨和波折，终能与各自的丈夫解除婚姻，重新成为自由人。
- 劉錦玲 飾 莊泳琳（Hody）/龔淑貞
- 陳啟泰 飾 林仲偉
- 魏駿傑 飾 簡兆天

## 单元四：双生花
聪明能干的丁晓雯是四个女人中唯一的单身女郎，她对伴侣的要求极高，终于她遇上梦寐以求的白马王子和失散多年的孖生妹妹，妹妹偷渡來港，為了瞞天過海，與其調轉身份，结果却换来了惨痛的经历，事情不妙到被母親發現，妹妹為隱藏真相殺了母親......
- 江欣燕 飾 丁曉雯（Yuki）
- 夏萍 飾 丁曉雯母親

## 收視
以下為本劇於香港無綫電視翡翠台之收視紀錄：
| 週次 | 集數  | 日期                   | 平均收視 | 最高收視 |
| ---- | ----- | ---------------------- | -------- | -------- |
| 1    | 1-5   | 1997年2月17日－2月21日 | 27點     |          |
| 2    | 6-10  | 1997年2月23日－2月28日 | 28點     |          |
| 3    | 11-15 | 1997年3月1日－3月7日   | 29點     |          |

- 全剧平均28点
- 收视居全年剧集收视尾二